# Lord, Lord, Am I Ever Gonna Know?
Lord, Lord, Am I Ever Gonna Know? – album muzyczny amerykańskiego saksofonisty jazzowego Lucky’ego Thompsona nagrany w Paryżu w 1960. Saksofoniście towarzyszyli: niemiecki basista Peter Trunk, francuski pianista Martial Solal i amerykański perkusista Kenny Clark. Zarejestrowane wtedy nagrania odnalezione zostały dopiero w 1997 i wydane na CD przez wytwórnię Candid (CCD 79035). Wszystkie utwory to kompozycje Lucky'ego Thompsona.
Nagrania muzyczne poprzedza prawie 5. minutowa wypowiedź Thompsona (w której kolejny raz oznajmia o swej niechęci do ludzi muzycznego biznesu), nagrana 20 marca 1968 w Coventry, podczas jazzowego sympozjum na cześć muzyka. Utwór "Choose Your Own" to solowy występ Thompsona grającego na przemian na saksofonach tenorowym i altowym.

## Muzycy
- Lucky Thompson – saksofon sopranowy, saksofon tenorowy
- Martial Solal – fortepian
- Peter Trunk – kontrabas
- Kenny Clarke – perkusja

## Lista utworów
| 1. | "Spoken Introduction"               | 4:44  |
|    |                                     |       |
| 2. | "Lord, Lord, Am I Ever Gonna Know?" | 5:23  |
|    |                                     |       |
| 3. | "Love and Respect"                  | 5:25  |
|    |                                     |       |
| 4. | "Say That to Say This"              | 2:28  |
|    |                                     |       |
| 5. | "Choose Your Own"                   | 6:33  |
|    |                                     |       |
| 6. | "Beautiful Tuesday"                 | 4:51  |
|    |                                     |       |
| 7. | "Warm Inside"                       | 5:12  |
|    |                                     |       |
| 8. | "Our Shared Blessings"              | 4:27  |
|    |                                     |       |
| 9. | "Scratching the Surface"            | 3:18  |
|    |                                     |       |
|    |                                     | 42:21 |
|    |                                     |       |

## Informacje uzupełniające
- Autor noty na okładce – Mark Gardner
- Zdjęcia – Don Schlitten, Alo Storz